# George Town (Islas Caimán)
George Town es la capital y la ciudad principal de las Islas Caimán, un territorio de ultramar británico. Situada en la isla de Gran Caimán, tiene una población estimada de 30.570 habitantes (2006), lo que significa que se concentra en la misma más del 60% de la población del territorio.
Es el corazón financiero e industrial del país, con más de 600 bancos domiciliados, muchos de los cuales son filiales de bancos europeos. Buena parte de ellos son considerados sociedades pantalla que se utilizan para redirigir los beneficios de las empresas y evitar el pago de impuestos en los países de origen. Gracias a la condición de paraíso fiscal de las Islas Caimán, George Town mantiene desde hace tiempo una gran pujanza económica.
El turismo es la segunda fuente de ingresos, ya que las islas se han convertido en un destino exótico y lujoso. El puerto de George Town tiene una terminal de carga y acoge cruceros y barcos de recreo. Próximo a la ciudad se encuentra el Aeropuerto Internacional Owen Roberts.